# Bảo tàng quốc gia Buyeo
Bảo tàng quốc gia Buyeo là bảo tàng quốc gia nằm ở Buyeo, Chungcheongnam-do, Hàn Quốc. Buyeo đã từng là thủ đô của Baekje trong suốt thời kì Sabi (538-660), bảo tàng là nơi lưu trữ văn hóa Baekje.

## Lịch sử
Nó được chuyển xuống dưới ngọn đồi núi Buso đến địa điểm hiện tại.

## Hiện vật

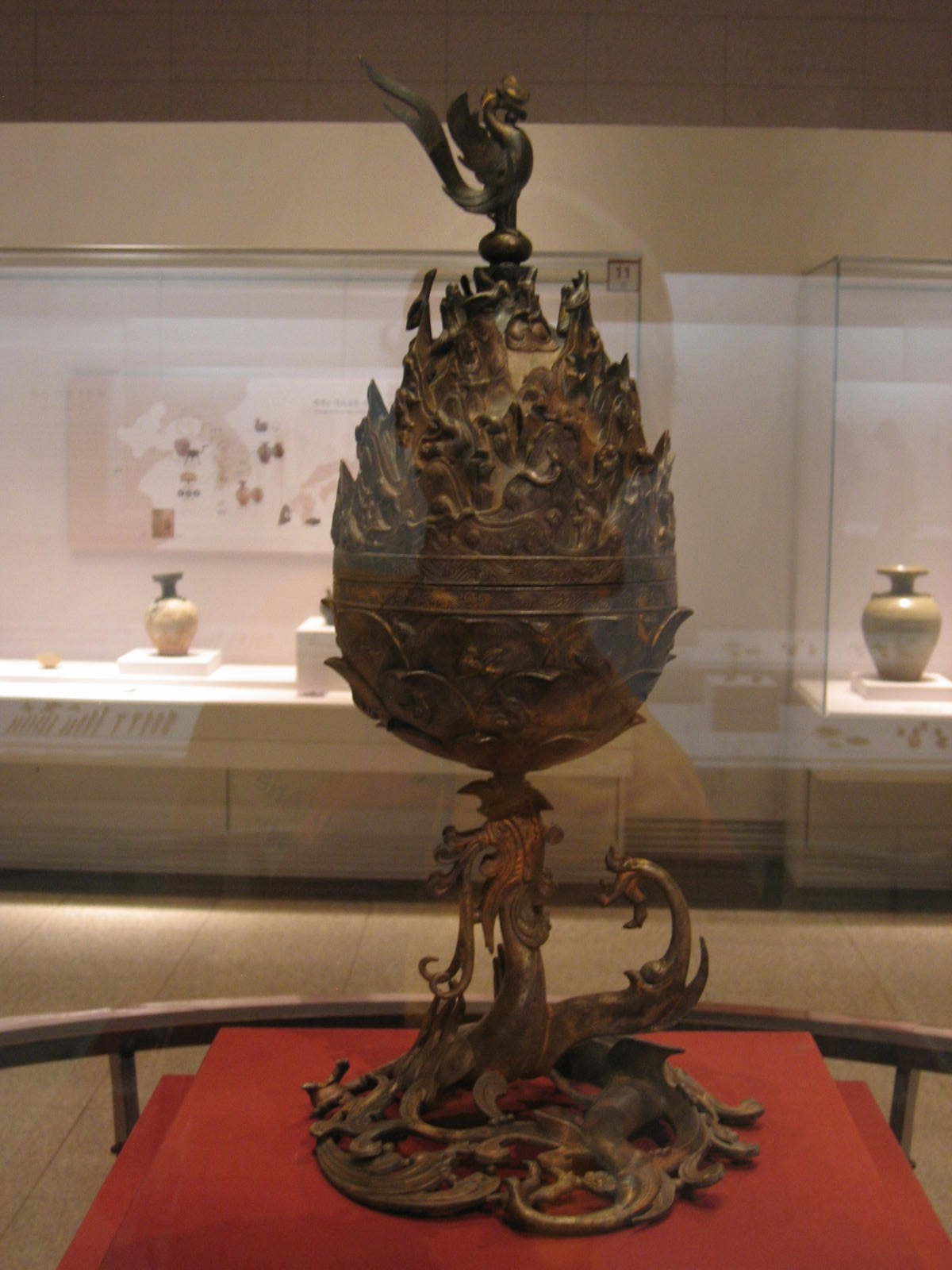
Tháp đốt trầm hương mạ vàng-đồng của Baekje

Màn hình chính của bảo tàng là tháp đốt trầm hương mạ vàng-đồng của Baekje.

## Liên kết
- Trang chủ chính thức của bảo tàng quốc gia Buyeo